# BTR-94
Der BTR-94 (russisch БТР-94; бронетранспортёр-94 / Transkription bronetransportjor-94, dt.: gepanzerter Transporter) ist ein achträdriger (8×8), allradgetriebener, amphibischer Transportpanzer aus ukrainischer Produktion. Das Fahrzeug ist eine Modifikation des sowjetischen BTR-80.

## Beschreibung
Der wesentliche Unterschied des BTR-94 zum BTR-80 ist der Turm BAU-23x2, der mit einer 23-mm-2A7M-Zwillingsmaschinenkanone und einem, koaxial zur Hauptwaffe angeordneten, 7,62-mm-PKT-Maschinengewehr bestückt ist. An der Fahrzeugwanne wurden nur minimale Veränderungen vollzogen. Beim 23-mm-Geschütz handelt es sich um das gleiche, das beim FlaK-Panzer ZSU-23-4 „Schilka“ verwendet wird. Zudem ist der Turm mit einem Radarsystem ausgestattet, das eine Reichweite von 20 Kilometern gegen Bodenziele und  von 30 Kilometern gegen niedrig fliegende Luftziele hat. Ferner ist das Fahrzeug mit einem Nachtsichtsystem und einem Laserentfernungsmesser ausgestattet, der auch zur Markierung von Zielen für lasergelenkte Munition verwendet werden kann. Des Weiteren ist der Radpanzer mit insgesamt sechs Nebelmittelwerfern ausgestattet, wobei sich pro Turmseite drei Wurfbecher übereinander befinden.
Im Jahr 1997 bestellte Jordanien den BTR-94-Radpanzer. Die ersten Fahrzeuge wurden 2000 geliefert. Im Jahr 2004 spendete Jordanien 50 Fahrzeuge an den Irak.